# Gerhard Pfeifer (Mediziner)

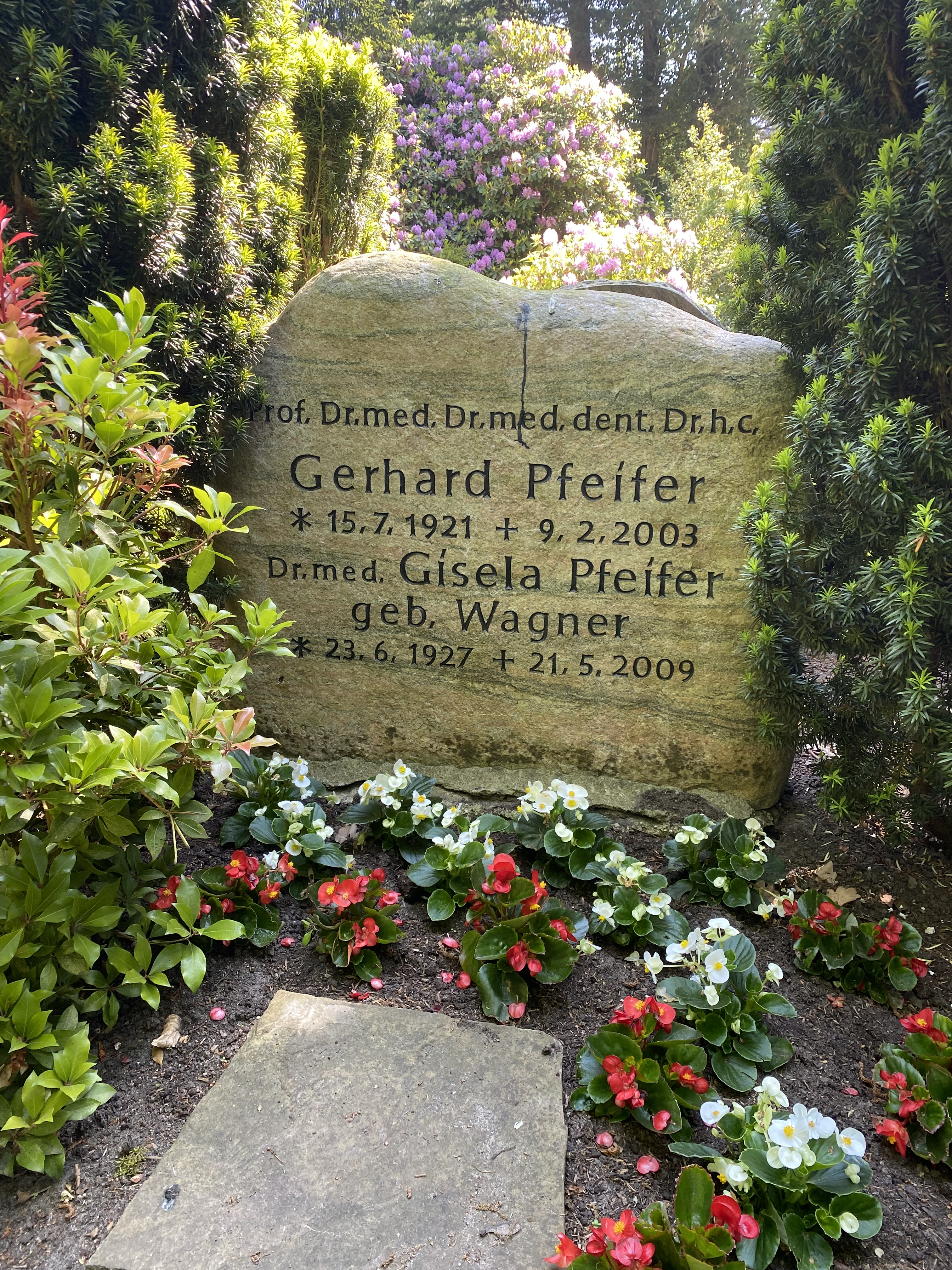
Grabstätte auf dem Friedhof Eidelstedt

Gerhard Pfeifer (* 15. Juli 1921 in Satzung; † 9. Februar 2003 in Hamburg) war ein deutscher Mund-, Kiefer- und Gesichtschirurg und Hochschullehrer.

## Leben und Wirken
Nach dem Schulbesuch in Wolkenstein, Zschopau, Grimma und Chemnitz wurde er nach dem Abitur 1940 zum Wehrdienst einberufen. Nach kurzer Kriegsgefangenschaft studierte er ab 1946 in Heidelberg Medizin und Zahnmedizin.  Während seines Studiums wurde er im Wintersemester 1948/49 Mitglied der Burschenschaft Frankonia Heidelberg. 1952 wurde er promoviert.
1967 wurde er als Professor für Mund- und Kieferchirurgie an die Eberhard Karls Universität Tübingen berufen und wechselte 1970 in gleicher Funktion an das Universitätsklinikum Hamburg-Eppendorf. Im Jahr 1980 wurde er zum Mitglied der Leopoldina gewählt. 1987 erfolgte seine Emeritierung.
Gerhard Pfeifer wurde auf dem Hamburger Friedhof Eidelstedt beigesetzt.